# Henry Bataille
Henry Bataille (Nimes, 4 de abril de 1872 - París, 2 de marzo de 1922) fue un escritor, poeta y pintor francés. Miembro de una familia de clase media, sus padres fallecieron siendo él joven.
Asistió a la Escuela de Bellas Artes para estudiar pintura, pero al mismo tiempo, se interesó en la literatura y escribió los primeros poemas y obras de teatro. Sus primeras obras fueron La chambre blanche y Le beau voyage, mientras que en 1894 estrenó su primer proyecto teatral La belle au bois dormant.Con su segunda obra, La lépreuse, obtuvo el éxito necesario para inducirle a continuar con esta actividad. Tuvo una profunda influencia en dramaturgos posteriores como Jean-Jacques Bernard.[cita requerida]

## Obra
- La Belle au bois dormant, 1894.
- La Chambre blanche (poema), 1895.
- La Lépreuse, 1896.
- L'Enchantement, 1900.
- Maman Colibri, 1904.
- La Marche nupitale, 1905.
- La Femme nue, 1908.
- Le Scandale, 1909.
- La Vierge folle, 1910.
- L'Amazone, 1916.
- La divine tragédie (poema), 1917.
- L'Animateur, 1920.
- La Chair humaine, 1922.